# Армстронг, Роман Адамович
Рома́н (Ро́берт) Ада́мович А́рмстронг (1790—1865) — горный инженер, генерал-лейтенант.

## Биография
Родился в 1790 году, в городе Петрозаводске, в семье управляющего олонецкими горными заводами — Адама Армстронга, происходившего из старинного шотландского рода Армстронгов.
После окончания Эдинбургского университета, где был сокурсником Вальтера Скотта, в 1811 году Армстронг вернулся в Россию и поступил на службу помощником смотрителя, а с 1813 года — смотрителем литейного, молотового цехов и обжигательных печей Александровского пушечно-литейного завода.
В 1824 году он был назначен управляющим олонецких горных заводов.
В 1833 году Р. Армстронг становится обер-бергмейстером 7-го класса, горным начальником и членом правления Олонецких заводов. Во время его управления было учреждено Горное правление. В 1834 году Р. А. Армстронг получил чин берг-инспектора (полковника). Под руководством Р. А. Армстронга в 1838 году при Александровском пушечно-литейном заводе был открыт Горный музеум. Основу экспозиции музея составили образцы продукции предприятия.
В 1843 году Р. А. Армстронг был назначен на должность начальника Петербургского монетного двора, которую занимал до 1858 года. В 1858 году Р. А. Армстронг был произведён в генерал-лейтенанты и назначен членом Учёного комитета Корпуса горных инженеров. В служебной иерархии горного и монетного ведомства (Департамента горных и соляных дел) этот чин соответствовал государственной должности министра. В 1858—1864 годах Р. А. Армстронг был членом Совета Корпуса горных инженеров.
Горный инженер, генерал-лейтенант, начальник Олонецких заводов и Петербургского монетного двора Р. А. Армстронг был награждён орденами Святой Анны 1-й и 3-й степеней, Святого Владимира 2-й и 4-й степеней, Святого Станислава 1-й степени.
Умер в Санкт-Петербурге в 1865 году. Похоронен на Смоленском лютеранском кладбище.